# Parablennius
Parablennius is een geslacht van zeevissen die tot familie van de naakte slijmvissen en de onderorde van de slijmvisachtigen behoren. Ze komen voor in alle oceanen van de wereld. Er zijn ongeveer 25 soorten.

## Soortenlijst
Atlantische Oceaan
- Parablennius cornutus (Linnaeus, 1758)
- Parablennius dialloi Bath, 1990
- Parablennius gattorugine (Linnaeus, 1758)  – Gehoornde slijmvis
- Parablennius goreensis (Valenciennes, 1836)
- Parablennius marmoreus (Poey, 1876)
- Parablennius parvicornis (Valenciennes, 1836)
- Parablennius pilicornis (Cuvier, 1829)
- Parablennius rouxi (Cocco, 1833)
- Parablennius ruber (Valenciennes, 1836)
- Parablennius salensis Bath, 1990
- Parablennius sanguinolentus (Pallas, 1814)
- Parablennius sierraensis Bath, 1990
- Parablennius tentacularis (Brünnich, 1768)
- Parablennius verryckeni (Poll, 1959)

Middellandse Zee en/of Zwarte Zee
- Parablennius incognitus (Bath, 1968)
- Parablennius zvonimiri (Kolombatovic, 1892)

Indische Oceaan
- Parablennius cyclops (Rüppell, 1830)
- Parablennius lodosus (Smith, 1959)
- Parablennius opercularis (Murray, 1887)
- Parablennius intermedius (Ogilby, 1915)
- Parablennius tasmanianus (Richardson, 1842)
- Parablennius thysanius (Jordan & Seale, 1907)

Grote Oceaan
- Parablennius laticlavius (Griffin, 1926)
- Parablennius serratolineatus Bath & Hutchins, 1986
- Parablennius yatabei (Jordan & Snyder, 1900)